# Goldene Himbeere 1994
Die Goldene Himbeere 1994 (engl.: 14th Golden Raspberry Awards) wurde am 20. März 1994, dem Vorabend der Oscarverleihung, im Hollywood Roosevelt Hotel in Hollywood, Kalifornien verliehen.
Mit insgesamt drei Auszeichnungen erhielt Ein unmoralisches Angebot die meisten Goldenen Himbeeren des Abends, inklusive der Auszeichnung in der Kategorie Schlechtester Film. Der Film hatte bereits zuvor zusammen mit Sliver die meisten Nominierungen erhalten (je sieben).

## Preisträger und Nominierungen
Es folgt die komplette Liste der Preisträger und Nominierten.
| Kategorien                     | Nominierte | Nominierte |
| ------------------------------ | --- | --- |
| Schlechtester Film             | Sherry Lansing (rechts) | Sherry Lansing – Ein unmoralisches Angebot (Indecent Proposal)                                                                        |
| Schlechtester Film             | Sherry Lansing (rechts) | Robert Evans – Sliver |
| Schlechtester Film             | Sherry Lansing (rechts) | Renny Harlin und Alan Marshall – Cliffhanger – Nur die Starken überleben (Cliffhanger)                                                |
| Schlechtester Film             | Sherry Lansing (rechts) | Dino De Laurentiis – Body of Evidence                                                                                                 |
| Schlechtester Film             | Sherry Lansing (rechts) | John McTiernan – Last Action Hero |
| Schlechtester Schauspieler     | Burt Reynolds | Burt Reynolds – Ein Cop und ein Halber (Cop and a Half)                                                                               |
| Schlechtester Schauspieler     | Burt Reynolds | William Baldwin – Sliver |
| Schlechtester Schauspieler     | Burt Reynolds | Willem Dafoe – Body of Evidence |
| Schlechtester Schauspieler     | Burt Reynolds | Robert Redford – Ein unmoralisches Angebot (Indecent Proposal)                                                                        |
| Schlechtester Schauspieler     | Burt Reynolds | Arnold Schwarzenegger – Last Action Hero                                                                                              |
| Schlechteste Schauspielerin    | Madonna | Madonna – Body of Evidence |
| Schlechteste Schauspielerin    | Madonna | Melanie Griffith – Born Yesterday – Blondinen küßt man nicht (Born Yesterday)                                                         |
| Schlechteste Schauspielerin    | Madonna | Janet Jackson – Poetic Justice |
| Schlechteste Schauspielerin    | Madonna | Demi Moore – Ein unmoralisches Angebot (Indecent Proposal)                                                                            |
| Schlechteste Schauspielerin    | Madonna | Sharon Stone – Sliver |
| Schlechtester Nebendarsteller  | Woody Harrelson | Woody Harrelson – Ein unmoralisches Angebot (Indecent Proposal)                                                                       |
| Schlechtester Nebendarsteller  | Woody Harrelson | Tom Berenger – Sliver |
| Schlechtester Nebendarsteller  | Woody Harrelson | John Lithgow – Cliffhanger – Nur die Starken überleben (Cliffhanger)                                                                  |
| Schlechtester Nebendarsteller  | Woody Harrelson | Chris O’Donnell – Die drei Musketiere (The Three Musketeers)                                                                          |
| Schlechtester Nebendarsteller  | Woody Harrelson | Keanu Reeves – Viel Lärm um nichts (Much Ado About Nothing)                                                                           |
| Schlechteste Nebendarstellerin | Faye Dunaway | Faye Dunaway – Die Aushilfe (The Temp)                                                                                                |
| Schlechteste Nebendarstellerin | Faye Dunaway | Anne Archer – Body of Evidence |
| Schlechteste Nebendarstellerin | Faye Dunaway | Sandra Bullock – Demolition Man |
| Schlechteste Nebendarstellerin | Faye Dunaway | Colleen Camp – Sliver |
| Schlechteste Nebendarstellerin | Faye Dunaway | Janine Turner – Cliffhanger – Nur die Starken überleben (Cliffhanger)                                                                 |
| Schlechteste Regie             | | Jennifer Chambers Lynch – Boxing Helena                                                                                               |
| Schlechteste Regie             | Uli Edel – Body of Evidence | |
| Schlechteste Regie             | Adrian Lyne – Ein unmoralisches Angebot (Indecent Proposal)                                                                         | |
| Schlechteste Regie             | John McTiernan – Last Action Hero                                                                                                   | |
| Schlechteste Regie             | Phillip Noyce – Sliver | |
| Schlechtestes Drehbuch         | | Amy Holden Jones – Ein unmoralisches Angebot (Indecent Proposal)                                                                      |
| Schlechtestes Drehbuch         | David Arnott, Shane Black, Adam Leff und Zak Penn – Last Action Hero                                                                | |
| Schlechtestes Drehbuch         | Joe Eszterhas – Sliver | |
| Schlechtestes Drehbuch         | Michael France und Sylvester Stallone – Cliffhanger – Nur die Starken überleben (Cliffhanger)                                       | |
| Schlechtestes Drehbuch         | Brad Mirman – Body of Evidence | |
| Schlechtester Newcomer         | Janet Jackson | Janet Jackson – Poetic Justice |
| Schlechtester Newcomer         | Janet Jackson | Roberto Benigni – Der Sohn des rosaroten Panthers (Son of the Pink Panther)                                                           |
| Schlechtester Newcomer         | Janet Jackson | Mason Gamble – Dennis (Dennis the Menace)                                                                                             |
| Schlechtester Newcomer         | Janet Jackson | Norman D. Golden II – Ein Cop und ein Halber (Cop and a Half)                                                                         |
| Schlechtester Newcomer         | Janet Jackson | Austin O’Brien – Last Action Hero |
| Schlechtester Song             | | Whoomp! (There It Is) aus Die Addams Family in verrückter Tradition (Addams Family Values) – Steve Gibson, Cecil Glenn und Ralph Sall |
| Schlechtester Song             | Big Gun aus Last Action Hero – Angus Young und Malcolm Young                                                                        | |
| Schlechtester Song             | In All the Right Places aus Ein unmoralisches Angebot (Indecent Proposal) – John Barry, Ian Devany, Andy Morris und Lisa Stansfield | |